# Фридрих V (Пфалц)
Вижте пояснителната страница за други личности с името Фридрих V.
Фридрих V Пфалцки (на немски: Friedrich V von der Pfalz, Winterkönig, на чешки: Fridrich Falcký, Zimní král; * 26 август 1596, ловен дворец Дайншванг, Ноймаркт близо до Амберг; † 29 ноември 1632, Майнц) от династията Вителсбахи, е курфюрст на Пфалц (1610 – 1623) и като Фридрих I крал на Бохемия (1619 – 1620).

## Живот
Син е на Фридрих IV (1574 – 1610), курфюрст на Пфалц в Свещената Римска империя, и съпругата му принцеса Луиза Юлиана фон Орания-Насау (1576 – 1644), дъщеря на принц Вилхелм Орански.
Фридрих V наследява баща си през 1610. На 14 февруари 1613 г. в Лондон той се жени за Елизабет Стюарт, дъщеря на краля на Шотландия, по-късно и на Англия, Джеймс I. Нейната зестра са 40 000 паунда. Фридрих се задължава да ѝ гарантира годишен витум от 10 000 паунда. На 26 април 1613 г. те напускат Англия с кораб за Нидерландия. В Хага отиват при чичо му Мориц (щатхалтер на Холандия). На 5 май 1613 г. младата двойка тръгва за Германия. На 13 юни 1613 г. те са посрещнати тържествено в Хайделберг.
През 1619 протестантите в Бохемия се разбунтуват срещу католическия император Фердинанд II и предлагат короната на Фридрих като виден представител на Евангелисткия съюз, коалиция, основана от баща му за защита на протестантите в Империята. Коронизацията на Фридрих се състои на 4 ноември 1619 г. в катедралата Свети Вит в Прага.
След като приема короната, той е изоставен от своите съюзници и царуването му приключва само два месеца след коронацията. Фридрих получава подигравателното прозвище „зимния крал“.
Последвалото нападение на императорската армия в Пфалц принуждава Фридрих да избяга в Холандия през 1622. Формално е лишен от владенията си с императорски едикт през 1623. Остатъкът от живота си прекарва със своето семейство в Хага.
- Елизабет Стюарт, 1613
- Бохемски коронизационен медал (1619, предна страна)

## Деца
Фридрих V и Елизабет Стюарт имат тринадесет деца:
- Хайнрих Фридрих (1614 – 1629, удавя се)
- Карл I Лудвиг (1617 – 1680), курфюрст на Пфалц
- Елизабет (1619 – 1680), от 1667 игуменка на манастира в Херфорд
- Руперхт Пфалцски (1619 – 1682), херцог на Къмбърланд
- Мориц (1621 – 1652)
- Луиза Холандина (1622 – 1709), абатеса
- Лудвиг (1623 – 1623)
- Едуард (1624 – 1663), принц на Пфалц-Зимерн
- Хенриета Мария (1626 – 1651), омъжена 1651 за принц Сигизмунд Ракоци (1622 – 1652), граф на Мукачево
- Филип (1627 – 1650)
- Шарлота (1628 – 1631)
- София Хановерска (1630 – 1714), омъжена за Ернст Август фон Хановер, майка на крал Джордж I
- Густав Адолф (1632 – 1641)